# Aposentadoria por tempo de contribuição
A aposentadoria por tempo de serviço, existente em período anterior à EC nº 20, de 16 de dezembro de 1998, foi substituída pela atual aposentadoria por de tempo de contribuição.
A exceção de contagens de tempo fictícias, como licenças contadas em dobro, todo o tempo de serviço está sendo utilizado como tempo de contribuição, até que seja editada lei específica sobre o assunto. Alguns requisitos dessa aposentadoria são: 35 (trinta e cinco) anos de contribuição, se homem, e 30 (trinta) anos de contribuição, se mulher. Há redução de 05 (cinco) anos para professor(a) que comprove, exclusivamente, tempo de efetivo exercício em função de magistério na educação infantil, no ensino fundamental ou no ensino médio.
A comprovação da condição de professor é feita, mediante a apresentação: do diploma registrado nos órgãos competentes ou outro  documento que comprove sua habilitação no magistério; Dos registros na CTPS complementados por declaração do estabelecimento de ensino.
O magistério é a atividade docente do professor exercida exclusivamente em sala de aula, existem precedentes no STF que consideram a função de especialista em educação e do orientador educacional como funções de magistério.
Não há limite de idade para a aposentadoria por tempo de contribuição.
Foi criada uma regra temporária referente à aposentadoria  por tempo de contribuição, com idade menor (65 anos para o homem e 60 nos para a mulher). Mas como a regra definitiva não comporta limite de idade e sendo possível a opção pela nova regra, a regra transitória virou letra morta.
Já a aposentadoria proporcional deixou de existir. Só será solicitada pelos segurados do RGPS em período anterior a 16 de dezembro de 1998 atendendo a algumas regras transitórias.
A aposentadoria por tempo de contribuição também exige carência de 180 contribuições mensais.
Considera-se tempo de contribuição, o tempo, contado de data a data, desde o início até a data do requerimento ou do desligamento de atividade abrangida pela previdência social, descontados os períodos legalmente estabelecidos, como de suspensão de contrato de trabalho, de interrupção de exercício e de desligamento da atividade.
O segurado especial não se aposenta por tempo de contribuição, salvo na qualidade de contribuinte individual.

## Regra 85/95: Contribuição + Idade
O segurado do INSS também pode optar por uma outra forma de aposentadoria por tempo de contribuição, chamada de fórmula 85/95. Esta nova regra criada em 2015 durante o Governo da ex-presidente Dilma Rousseff, utiliza-se de um cálculo que soma o tempo de contribuição ao INSS à idade do contribuinte, para definir uma pontuação que garante ao segurado o direito à aposentadoria sem incidência do fator previdenciário.
Para mulheres, o número de pontos necessários para garantir o direito a aposentadoria sem descontos é de 85, somados idade e tempo de contribuição. Para homens, a pontuação exigida é de 95.
Esta regra 85/95 funciona de forma progressiva a partir de 2018, quando irá aumentar um ponto por ano até 2027. Desta forma, a pontuação exigida fica da seguinte forma:
- Até 30 de dezembro de 2018: 85 pontos para mulheres e 95 para homens
- De 31/12 de 2018 até 30/12 de 2020: 86 pontos para mulheres e 96 para homens
- De 31/12 de 2020 até 30/12 de 2022: 87 pontos para mulheres e 97 para homens
- De 31/12 de 2022 até 30/12 de 2024: 88 pontos para mulheres e 98 para homens
- De 31/12 de 2024 até 30/12 de 2026: 89 pontos para mulheres e 99 para homens
- A partir de 31/12 de 2026: 90 pontos para mulheres e 100 para homens

De acordo com a Lei Nº 13.183 Este modelo alternativo de também exige tempo mínimo de 30 anos de contribuição para mulheres e 35 para homens.

## Ligações Externas
Lei Nº 13.183
Tabela Progressiva - Previdência Social.